# Mahenovo jezero
Mahenovo jezero, též Panvastr, je jezero v okrese Břeclav u Bulhar ve vzdálenosti 5 km od Podivína. Jedná se o slepé rameno Dyje v levé části její nivy v Dolnomoravském úvalu. Má rozlohu 8 ha.

## Pobřeží
V okolí ramene je lužní les a louky. Jižní břeh lemuje les a protéká podél něj Dyje.

## Využití
Rameno je součástí rezervace.